# (20389) 1998 KA55
A (20389) 1998 KA55 a Naprendszer kisbolygóövében található aszteroida. A LINEAR projekt keretében fedezték fel 1998. május 23-án.